# Hyporhamphus regularis
Hyporhamphus regularis är en fiskart som först beskrevs av Günther, 1866.  Hyporhamphus regularis ingår i släktet Hyporhamphus och familjen Hemiramphidae.

## Underarter
Arten delas in i följande underarter:
- H. r. ardelio
- H. r. regularis